# Colin Murphy
Colin Victor Murphy (sinh 21 tháng 1 năm 1944 – mất 16 tháng 9 năm 2023) là một cầu thủ và huấn luyện viên bóng đá người Anh từng dẫn dắt nhiều đội bóng trong sự nghiệp quản lý, bao gồm Derby County, Lincoln City, Stockport County, Al Ittihad, Southend United, Shelbourne, Notts County, Cork City; hai đội tuyển quốc gia Việt Nam và Myanmar.

## Sự nghiệp thi đấu
Colin Murphy có sự nghiệp ngắn ngủi ở hạng bán chuyên nghiệp, thi đấu cho một số câu lạc bộ không thuộc giải đấu trong thập niên 1960 và đầu thập niên 1970, bắt đầu với đội Nghiệp dư Croydon, sau ông thi đấu trong ba mùa giải với Epsom &amp; Ewell từ tháng 11 năm 1962. Các câu lạc bộ khác bao gồm Gravesend & Northfleet, Folkestone Town và Hastings United. Tuy nhiên, ông không thể đột phá vào bóng đá chuyên nghiệp.

## Sự nghiệp huấn luyện

### Sự nghiệp ban đầu
Là một huấn luyện viên đạt chuẩn của FA, Murphy được bổ nhiệm làm huấn luyện viên đội dự Nottingham Forest vào tháng 11 năm 1972 bởi Dave Mackay. Sau khi Mackay rời City Ground vào cuối tháng 10 năm 1973 làm huấn luyện viên cho Derby County, Murphy ở lại giúp chuẩn bị cho đội hình 1 (first team). Tuy nhiên, sau khi Allan Brown trở thành quản lý mới, Murphy đã rời sang Derby cùng Mackay tại sân Baseball Ground với tư cách là huấn luyện viên đội dự bị. Ông trở thành tâm điểm chú ý khi bất ngờ được Derby County bổ nhiệm làm huấn luyện viên của họ vào tháng 11 năm 1976. Tuy nhiên, ông chỉ đảm nhiệm được 10 tháng trước khi bị sa thải vào tháng 9 năm 1977, dưới sự dẫn dắt của ông, Derby chỉ giành được 7 trận thắng sau 35 trận. Anh ấy được thay thế bởi Tommy Docherty. Anh ấy không nghỉ việc lâu vì chỉ hai tuần sau anh ấy được bổ nhiệm làm trợ lý giám đốc cho. Hai tuần sau ông được bổ nhiệm làm trợ lý giám đốc cho Jimmy Sirrel tại Notts County.

### Lincoln City
Murphy rời bỏ vai trò trợ lý giám đốc tại Notts County để phụ trách đội Lincoln City đang gặp khó khăn vì vấn đề tài chính và vừa hoàn thành một chiến dịch mờ nhạt ở Giải hạng Tư. Thời gian này được cho là giai đoạn quản lý thành công nhất của ông, Murphy đã giúp Lincoln thăng hạng lên Giải hạng Ba trong mùa giải 1980–1981 với vị trí thứ hai sau Southend United. Mùa giải tiếp theo gần như thành công, khi Imps đánh bại đội thuộc Hạng Nhất là Leicester City ở League Cup, cuối cùng thua Tottenham Hotspur và đã dẫn đầu bảng hạng Ba trong 4 tháng. Phong độ của đội Lincoln sa sút nghiêm trọng, một phần có thể do tranh cãi về ngân sách chuyển nhượng, kết thúc mùa giải họ đứng ở vị trí thứ sáu.
Hai mùa giải tiếp theo kém ấn tượng hơn và Murphy cuối cùng từ chức vào tháng 5 năm 1985, sau 7 năm làm việc. Kỷ nguyên Murphy được những người hâm mộ trung thành với Imps nhớ đến. Tuy nhiên, sự ra đi của ông kéo theo sự xuống hạng liên tiếp, dẫn đến việc Lincoln trở thành đội đầu tiên tự động xuống hạng khỏi Liên đoàn bóng đá.

### Stockport County và trở về Lincoln City
Ngày 8 tháng 8 năm 1985 Murphy là huấn luyện viên của Stockport County, nhưng phải rời câu lạc bộ vào ngày 24 tháng 10 sau khi đội bóng khởi đầu đáng thất vọng ở giải hạng Tư. Ông gia nhập Al Ittihad ở Ả Rập Xê Út với tư cách là thành viên ban huấn luyện dưới sự dẫn dắt của Bob Houghton. Murphy trở lại với Stockport vào tháng 11 năm 1986, ông đã giúp đội bóng thoát khỏi cảnh xuống hạng đầy kịch tính trước đối thủ Lincoln City.
Chỉ vài tuần sau khi kết thúc mùa giải 1986–1987, Murphy từ chức huấn luyện viên Stockport và bắt đầu nhiệm kỳ thứ hai tại Lincoln City vào ngày 26 tháng 5 năm 1987. Trong ba năm tiếp theo, ông đã có thể dẫn dắt Lincoln trở lại Football League đá trong mùa giải đầu tiên của mình và giành được vị trí thứ 10 liên tiếp ở Giải hạng Tư. Dù vậy, Murphy vẫn rời câu lạc vào ngày 20 tháng 5 năm 1990 và dành hai năm tiếp theo để huấn luyện cho đội trẻ của Leicester City.

### Thập niên 1990
Murphy làm huấn luyện viên của Southend United vào từ ngày 8 tháng 5 năm 1992, nhưng từ chức vào ngày 1 tháng 4 năm 1993, đảm nhận vị trí giám đốc bóng đá và được thay thế bởi Barry Fry. Đáng chú ý, ông đã ký hợp đồng với Stan Collymore từ Crystal Palace với giá 150.000 bảng và bán cầu thủ này với giá 2,65 triệu bảng cho Nottingham Forest. Đội bóng tiếp theo mà ông quản lí là Shelbourne ở giải Liên đoàn bóng đá Ireland từ tháng 12 năm 1994 đến tháng 5 năm 1995. Ông đã đưa câu lạc bộ khỏi nguy cơ xuống hạng, giúp Shelbourne chỉ cách hiệu vài điểm. Câu lạc bộ đã thất bại tại vòng chung kết FAI Cup năm đó.
Murphy sau đó rời đi để quản lý Notts County từ ngày 5 tháng 6 năm 1995. Đội bóng này suýt bỏ lỡ cơ hội thăng hạng hai trong mùa giải đầu tiên mà ông dẫn dắt sau thất trước Bradford City trong trận chung kết playoff tại Wembley. Mùa giải 1996–1997 đọi đội bóng có một chuỗi thất bại nặng nề dẫn đến việc ông bị sa thải vào ngày 23 tháng 12 năm 1996.
Tháng 7 năm 1997, ông được bổ nhiệm làm huấn luyện viên đội tuyển quốc gia Việt Nam, dẫn dắt đội tuyển giành huy chương đồng tại Đại hội thể thao Đông Nam Á 1997 . Vào tháng 3 năm 1998, ông được bổ nhiệm làm giám đốc học viện trẻ của Tottenham Hotspur. Ông từ chức vào tháng 7 năm 1999 để huấn luyện đội tuyển quốc gia Myanmar. Khi Dave Barry tuyên bố ý định từ chức huấn luyện viên của Cork City vào cuối mùa giải Liên đoàn bóng đá Ireland 1999–2000, Murphy nổi lên như một ứng cử viên được ưu ái để thay thế. Ông được bổ nhiệm dẫn dắt câu lạc bộ trong trận đấu đầu tiên của mùa giải 2000–2001 với Bohemians vào ngày 30 tháng 6 năm 2000, nhưng một tuần sau đó ông từ chức để trở thành đồng điều phối viên bóng đá tại câu lạc bộ Leicester City.

### Hull City
Năm 2002, Murphy làm  trợ lý giám đốc cho Peter Taylor tại Hull City.
Đầu mùa giải 2006–2007, Murphy đảm nhận vai trò mới là giám đốc phát triển của câu lạc bộ. Sau đố, ông lại trở thành trợ lý giám đốc câu lạc bộ vào tháng 10. Sau khi nhà quản lí Phil Parkinson cũng rời câu lạc bộ, Murphy và huấn luyện viên đội một Phil Brown cùng được bổ nhiệm làm quản lý tạm quyền. Brown sau đó làm quản lý thường trực và Murphy trở lại vai trò trợ lý trong phần còn lại của mùa giải. Với việc bổ nhiệm Brian Horton, ông tiếp tục giữ vai trò giám đốc phát triển.

## Nghỉ hưu và qua đời
Murphy bị đột quỵ vào tháng 11 năm 2007 và nghỉ hưu tại Hull City vào tháng 1 năm 2009. Ông qua đời vào ngày 16 tháng 9 năm 2023, thọ 79 tuổi.